# Adolfo VIII di Schaumburg
Adolfo VIII di Schaumburg (1401 – Segeberg, 4 dicembre 1459) fu conte di Holstein e duca di Schleswig dal 1427 al 1459.

## Biografia
Figlio di Gerardo IV, conte di Holstein e Caterina Elisabetta di Brunswick-Lüneburg nonché fratello minore di Enrico IV di Holstein, successe a quest'ultimo nel 1427, lottò per ben trent'anni contro i Danesi per ottenere effettivamente il possesso del ducato di Schleswig nel 1435. Nel 1448 rifiutò l'offerta della corona del regno di Danimarca a favore del nipote Cristiano I di Danimarca. Morì senza eredi e con lui si estinse la casata di Schaumburg; tutti i suoi possedimenti passarono al re Cristiano.

## Ascendenza
|                                                              |                                          |                                           | Genitori                                     |  |  | Nonni |  |  | Bisnonni                                 |  |  | Trisnonni                             |  |
|                                                              |                                          |                                           |                                              |  |  |       |  |  | Gerardo III, conte di Holstein-Rendsburg |  |  | Enrico I, conte di Holstein-Rendsburg |  |
|                                                              |                                          |                                           |                                              |  |  |       |  |  | Gerardo III, conte di Holstein-Rendsburg |  |  | Enrico I, conte di Holstein-Rendsburg |  |
|                                                              |                                          | Heilwig di Bronckhorst                    |                                              |  |  |       |  |  | Gerardo III, conte di Holstein-Rendsburg |  |  |                                       |  |
| Enrico II, conte di Holstein-Rendsburg                       |                                          |                                           |                                              |  |  |       |  |  | Gerardo III, conte di Holstein-Rendsburg |  |  |                                       |  |
|                                                              |                                          | Sofia di Werle                            | Nicola II, signore di Werle                  |  |  |       |  |  |                                          |  |  |                                       |  |
|                                                              |                                          | Sofia di Werle                            | Nicola II, signore di Werle                  |  |  |       |  |  |                                          |  |  |                                       |  |
|                                                              |                                          | Sofia di Werle                            | Richenza di Danimarca                        |  |  |       |  |  |                                          |  |  |                                       |  |
| Gerardo VI, conte di Holstein-Rendsburg                      |                                          | Sofia di Werle                            |                                              |  |  |       |  |  |                                          |  |  |                                       |  |
|                                                              |                                          | Alberto II, duca di Meclemburgo-Schwerin  | Enrico II, signore di Meclemburgo            |  |  |       |  |  |                                          |  |  |                                       |  |
|                                                              |                                          | Alberto II, duca di Meclemburgo-Schwerin  | Enrico II, signore di Meclemburgo            |  |  |       |  |  |                                          |  |  |                                       |  |
|                                                              |                                          | Alberto II, duca di Meclemburgo-Schwerin  | Anna di Sassonia-Wittenberg                  |  |  |       |  |  |                                          |  |  |                                       |  |
| Ingeborg di Meclemburgo-Schwerin                             |                                          | Alberto II, duca di Meclemburgo-Schwerin  |                                              |  |  |       |  |  |                                          |  |  |                                       |  |
|                                                              |                                          | Eufemia di Svezia                         | Erik, duca di Södermanland                   |  |  |       |  |  |                                          |  |  |                                       |  |
|                                                              |                                          | Eufemia di Svezia                         | Erik, duca di Södermanland                   |  |  |       |  |  |                                          |  |  |                                       |  |
|                                                              |                                          | Eufemia di Svezia                         | Ingeborg di Norvegia                         |  |  |       |  |  |                                          |  |  |                                       |  |
| Adolfo VIII, duca di Schleswig e conte di Holstein-Rendsburg |                                          | Eufemia di Svezia                         |                                              |  |  |       |  |  |                                          |  |  |                                       |  |
|                                                              | Magnus I, duca di Brunswick-Wolfenbüttel | Alberto II, duca di Brunswick-Lüneburg    |                                              |  |  |       |  |  |                                          |  |  |                                       |  |
|                                                              | Magnus I, duca di Brunswick-Wolfenbüttel | Alberto II, duca di Brunswick-Lüneburg    |                                              |  |  |       |  |  |                                          |  |  |                                       |  |
|                                                              | Magnus I, duca di Brunswick-Wolfenbüttel | Rixa di Werle                             |                                              |  |  |       |  |  |                                          |  |  |                                       |  |
| Magnus II, duca di Brunswick-Wolfenbüttel                    | Magnus I, duca di Brunswick-Wolfenbüttel |                                           |                                              |  |  |       |  |  |                                          |  |  |                                       |  |
|                                                              |                                          | Sofia di Brandeburgo-Landsberg            | Enrico I, margravio di Brandeburgo-Landsberg |  |  |       |  |  |                                          |  |  |                                       |  |
|                                                              |                                          | Sofia di Brandeburgo-Landsberg            | Enrico I, margravio di Brandeburgo-Landsberg |  |  |       |  |  |                                          |  |  |                                       |  |
|                                                              |                                          | Sofia di Brandeburgo-Landsberg            | Agnese di Baviera                            |  |  |       |  |  |                                          |  |  |                                       |  |
| Caterina Elisabetta di Brunswick-Wolfenbüttel                |                                          | Sofia di Brandeburgo-Landsberg            |                                              |  |  |       |  |  |                                          |  |  |                                       |  |
|                                                              |                                          | Bernardo III, principe di Anhalt-Bernburg | Bernardo II, principe di Anhalt-Bernburg     |  |  |       |  |  |                                          |  |  |                                       |  |
|                                                              |                                          | Bernardo III, principe di Anhalt-Bernburg | Bernardo II, principe di Anhalt-Bernburg     |  |  |       |  |  |                                          |  |  |                                       |  |
|                                                              |                                          | Bernardo III, principe di Anhalt-Bernburg | Elena di Rügen                               |  |  |       |  |  |                                          |  |  |                                       |  |
| Caterina di Anhalt-Bernburg                                  |                                          | Bernardo III, principe di Anhalt-Bernburg |                                              |  |  |       |  |  |                                          |  |  |                                       |  |
|                                                              |                                          | Agnese di Sassonia-Wittenberg             | Rodolfo I, principe elettore di Sassonia     |  |  |       |  |  |                                          |  |  |                                       |  |
|                                                              |                                          | Agnese di Sassonia-Wittenberg             | Rodolfo I, principe elettore di Sassonia     |  |  |       |  |  |                                          |  |  |                                       |  |
|                                                              |                                          | Agnese di Sassonia-Wittenberg             | Giuditta di Brandeburgo                      |  |  |       |  |  |                                          |  |  |                                       |  |
|                                                              |                                          | Agnese di Sassonia-Wittenberg             |                                              |  |  |       |  |  |                                          |  |  |                                       |  |